# Tăuți (Cluj)
Tăuți (hongrois : Kolozstótfalu ) est un village faisant partie de Florești, Județ de Cluj, Transylvanie, Roumanie.

## Galerie

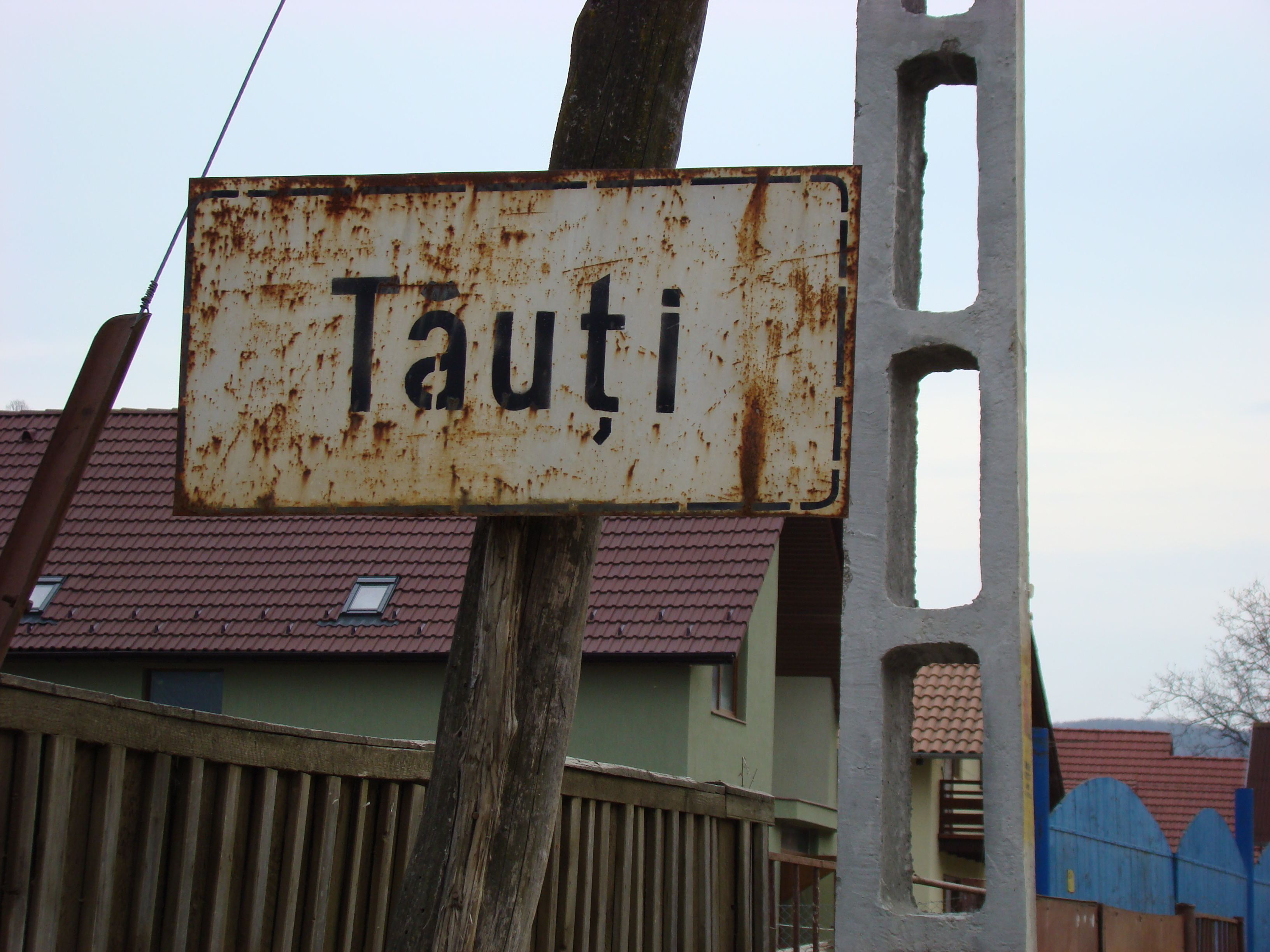
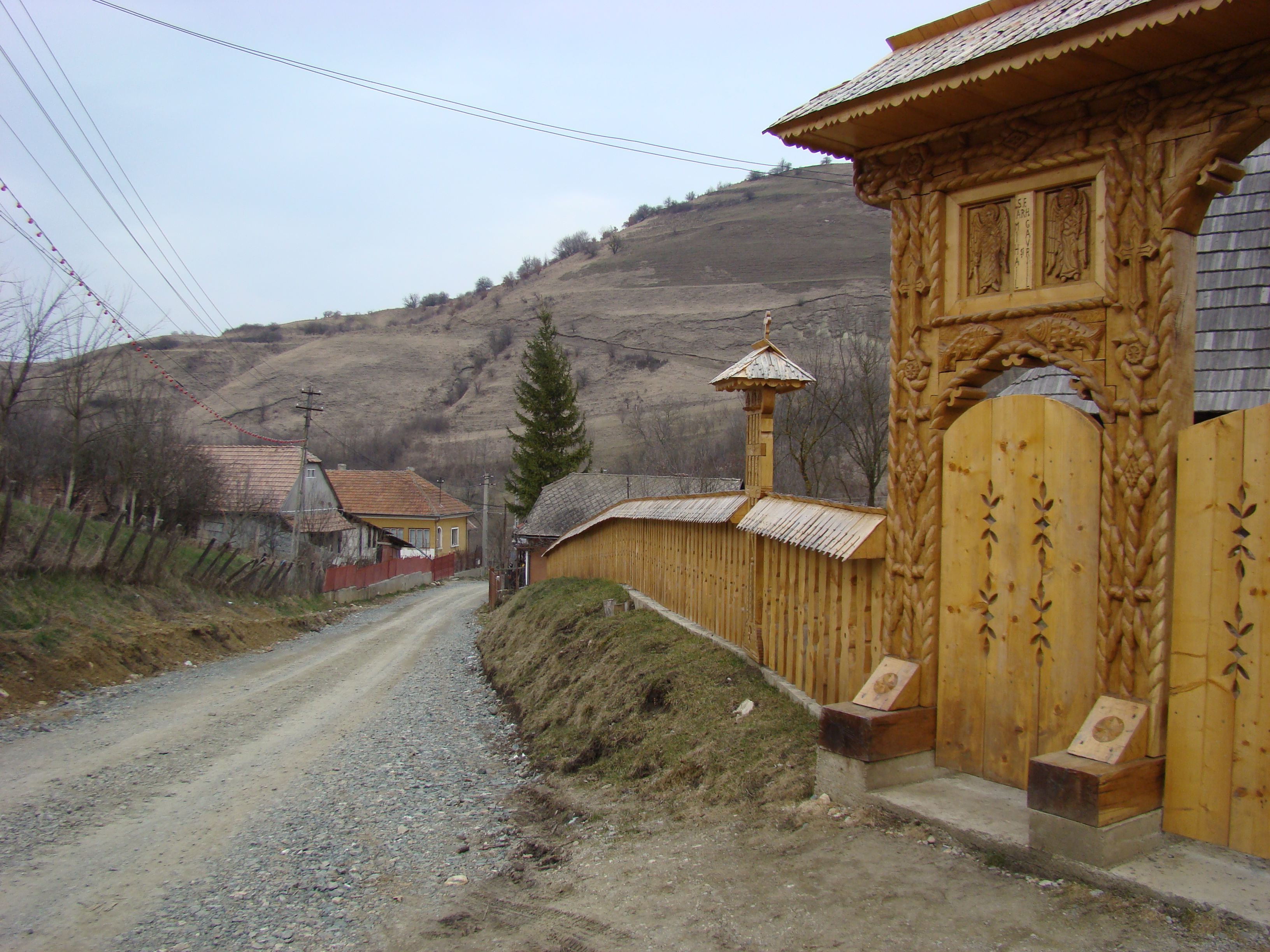
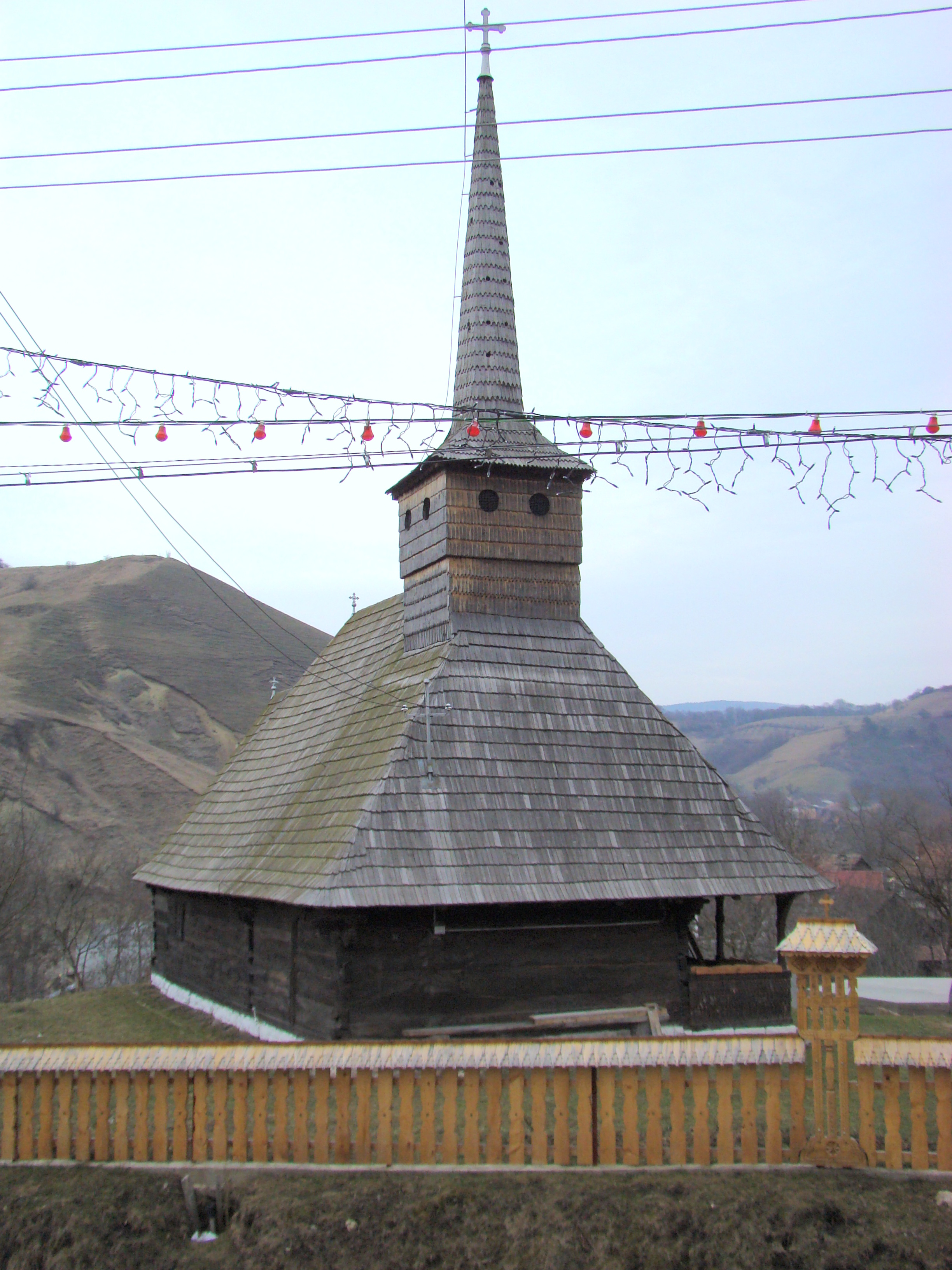
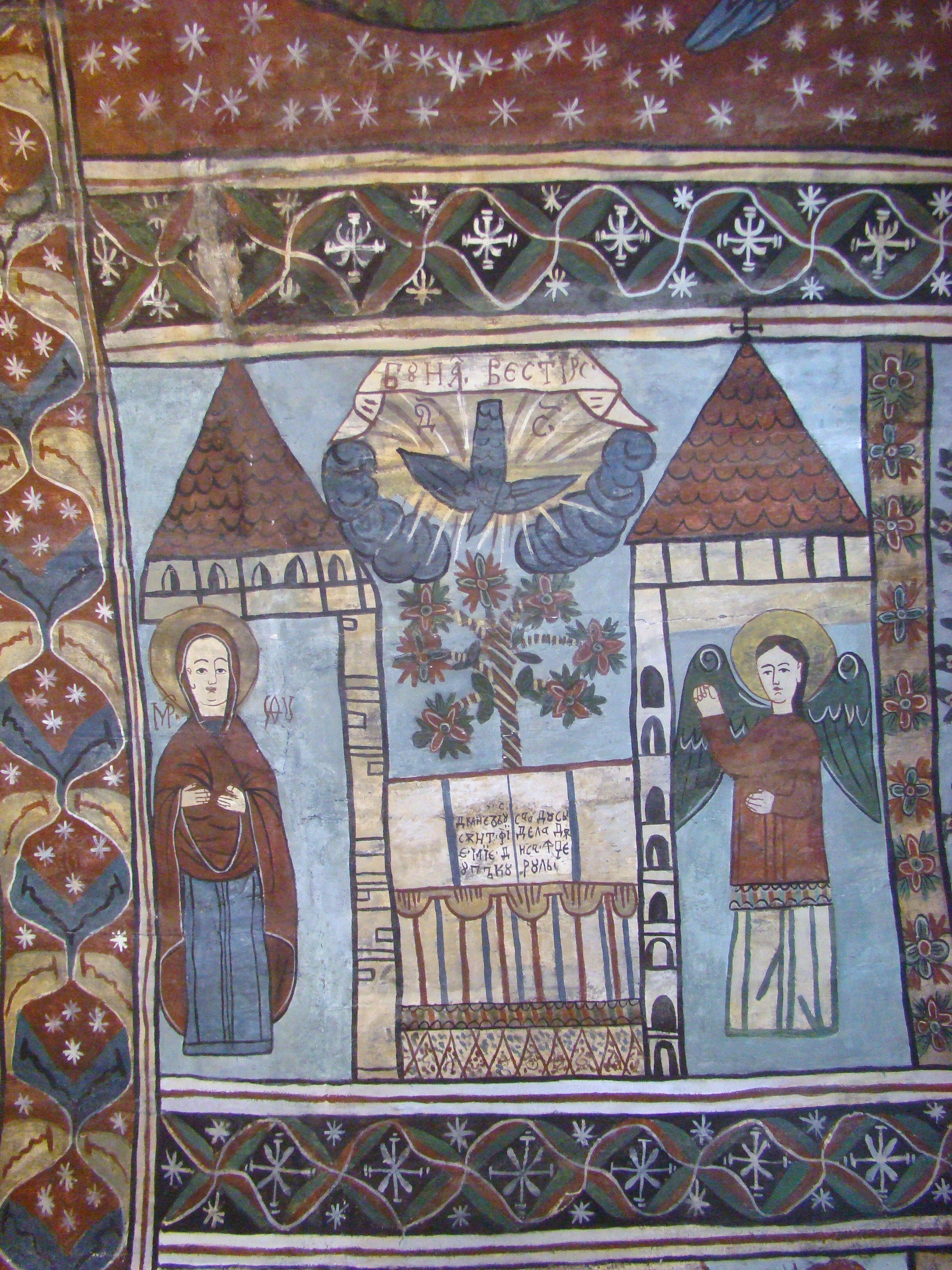
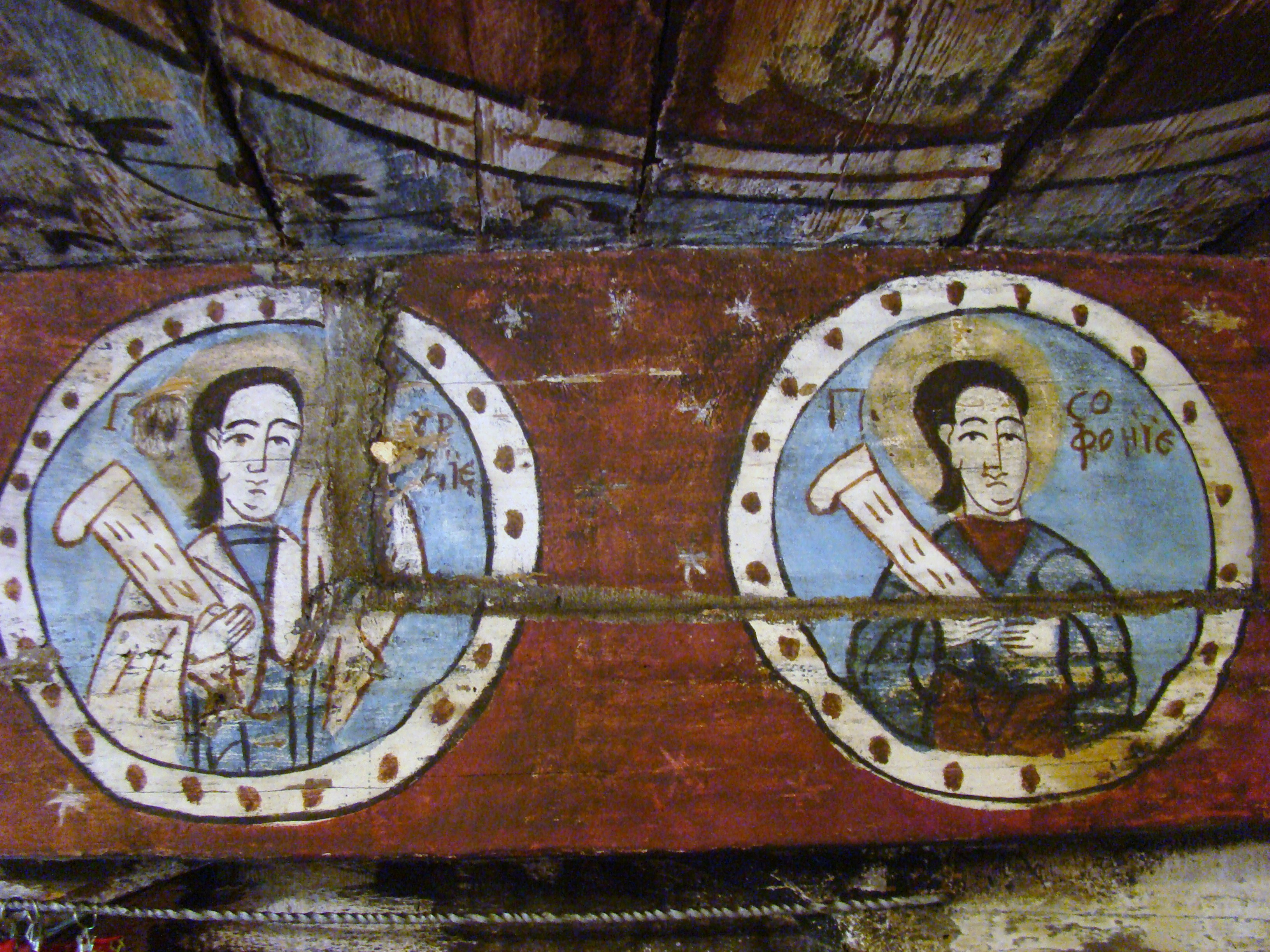
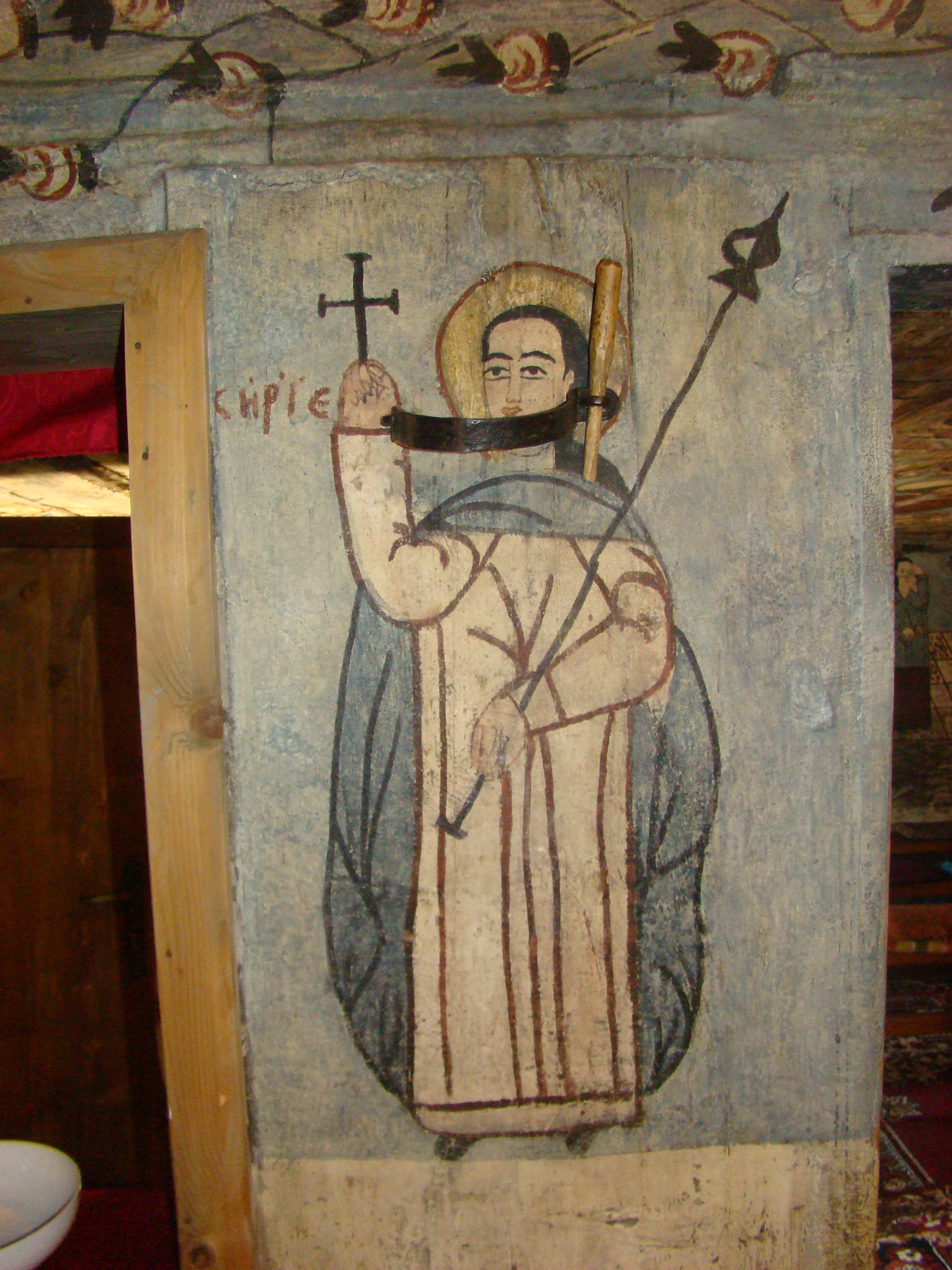
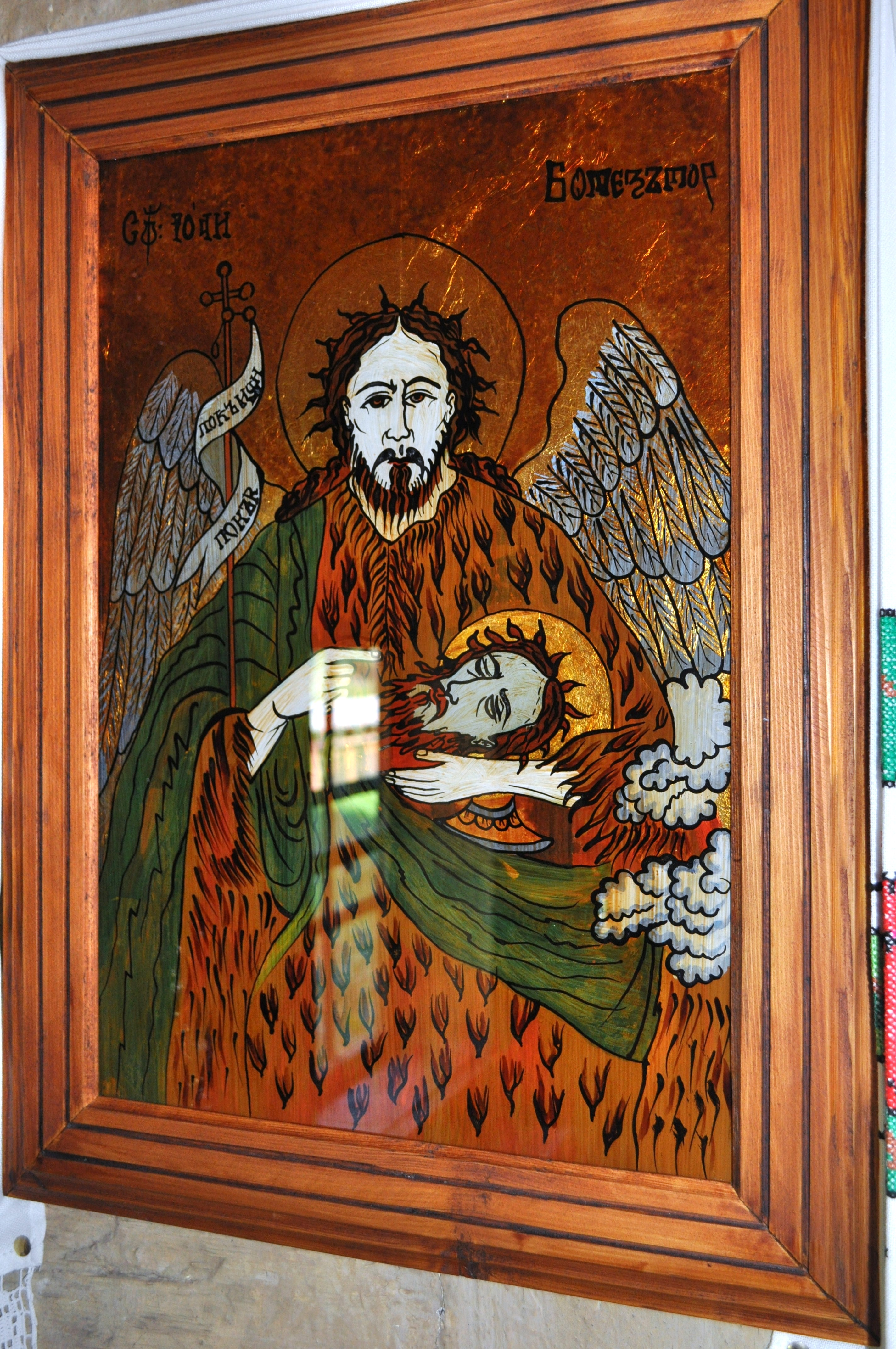
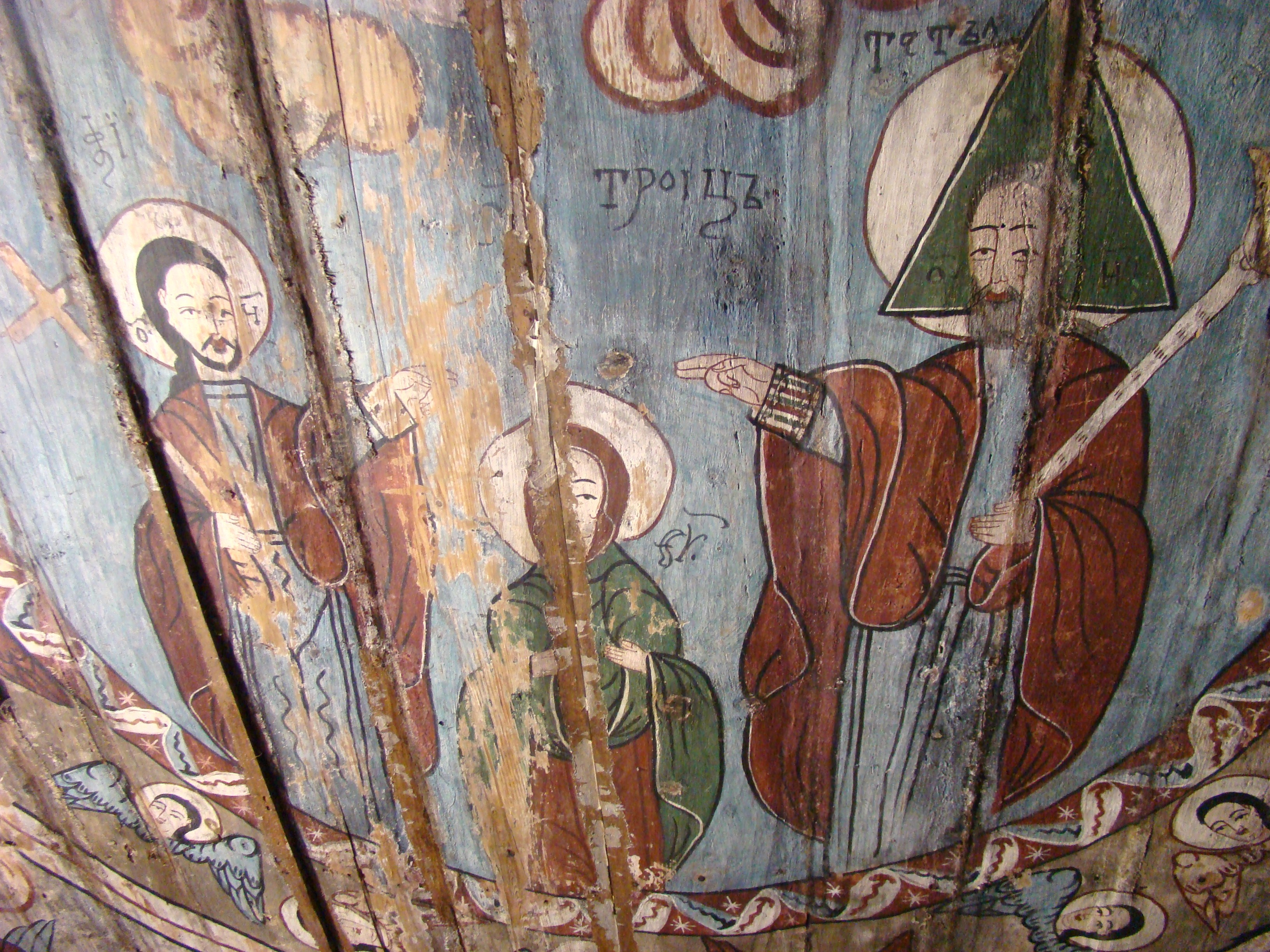
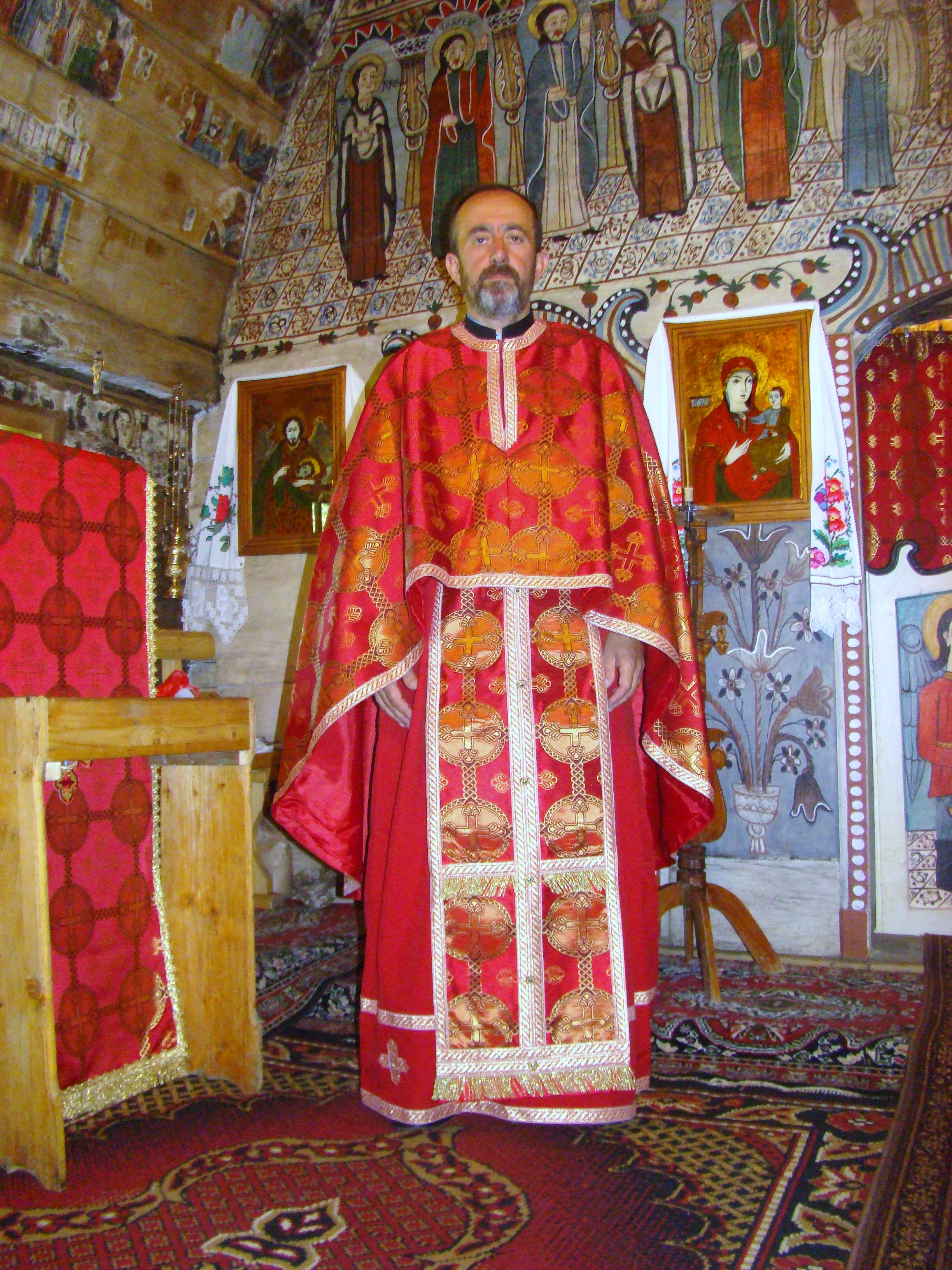
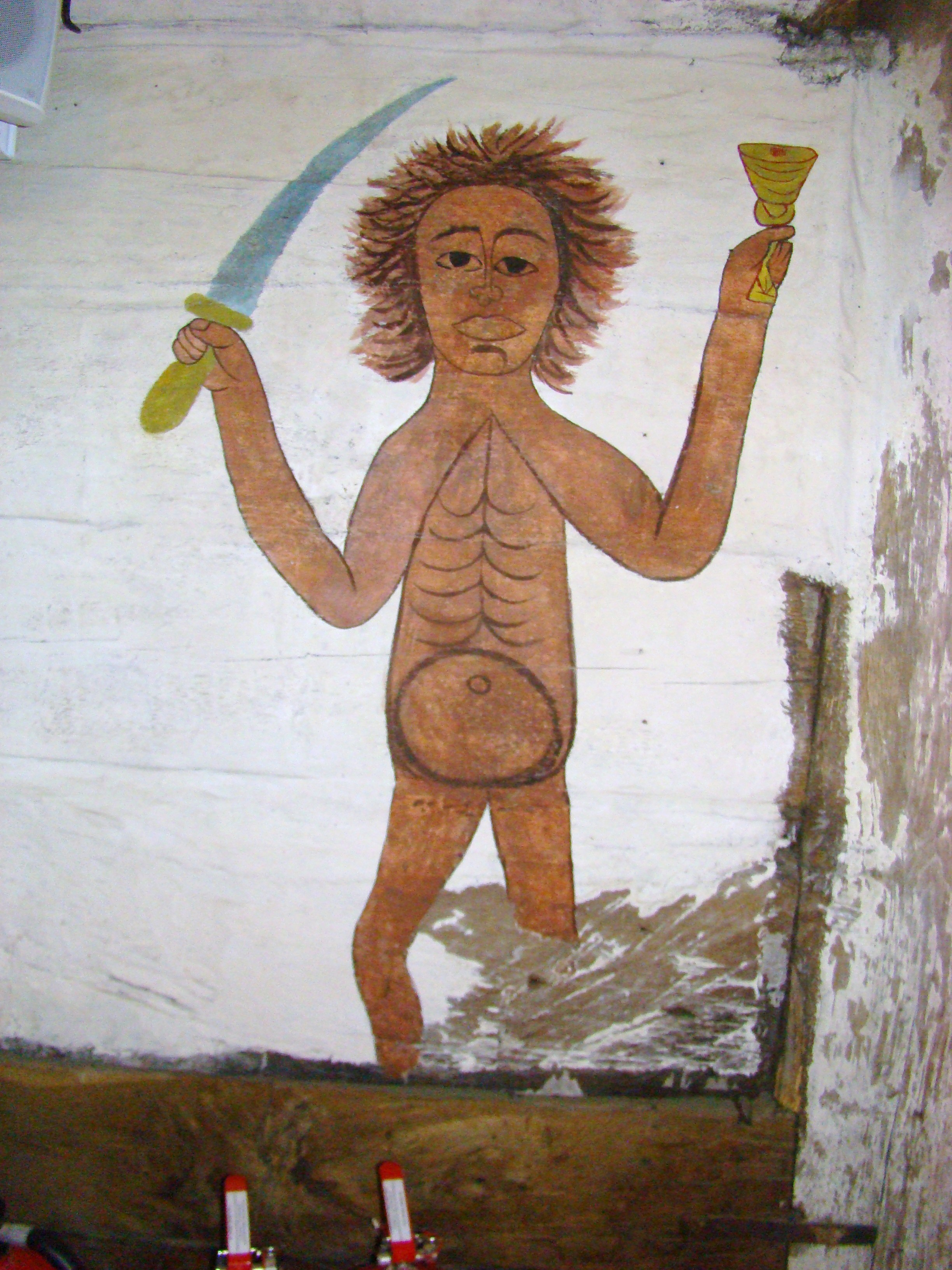